# Victor López
Victor López is een Amerikaans componist, muziekpedagoog, dirigent, arrangeur en trompettist.

## Levensloop
López studeerde muziekonderwijs, HaFadirectie en compositie aan de Florida Internationale Universiteit in Miami en behaalde aldaar zijn Bachelor of Music in muziekonderwijs. Vervolgens studeerde hij aan de Universiteit van Florida in Gainesville en behaalde zijn Master of Music. Zin studies voltooide hij wederom aan de Florida Internationale Universiteit en promoveerde tot Doctor of Education (Ed.D.). Hij was meer dan 30 jaar muziekleraar en dirigent van de harmonieorkesten aan de Miami-Dade County Public School. Hij was eveneens bezig als muziekleraar aan de G. W. Carver Middle School. Verder was hij 16 jaar dirigent en instructeur aan de Mays Junior High School en de Miami Senior High School. Als adviseur werkte hij in het Interstate New Teacher Assessment and Support Consortium (INTACS) Committee en is verder in het bestuur van de Florida Schools Music Association. Tegenwoordig is hij als docent verbonden aan de Abraham S. Fischler School of Education and Human Services van de Nova Southeastern University in Miami.
Als trompettist en arrangeur was hij verbonden aan de Miami Sound Machine. Als gastdirigent werkte hij bij de Greater Miami Symphonic Band. Hij is gastdirigent tijdens cursussen en zomerscholen in de hele Verenigde Staten en Canada. Verder is hij een veel gevraagd jurylid bij concertwedstrijden.
Als arrangeur en componist publiceerde hij meer dan 500 werken voor orkest, harmonieorkest, jazzensembles en kamermuziek. 

## Composities

### Werken voor orkest
- 2002 Holiday treat - variations on Jingle bells, voor orkest
- 2006 Caribbean Delight, voor strijkorkest
- 2007 Who Let the Elves Out?, voor strijkorkest

### Werken voor harmonieorkest
- 1993 Starlight serenade
- 1997 Millennia
- 1997 Prado
- 1998 Fields of Kent
- 1998 Heathwood
- 2000 Tasca
- 2002 River of dreams
- 2005 Fiesta Bahia
- 2007 Ghosts of the Taman Negara
- 2007 Guantanamera - Cuban folk song
- 2007 Rock of Gibraltar
- 2010 Danza Africana
- 2011 Andalucía
- 2011 Armada
- 1-2-3
- A New Journey
- Galeon
- Magna Carta
- Party in the U.S.A.
- Silver Winds[1]
- Trailblazers[2]
- Tuba in Cuba

### Werken voor jazzband of -ensemble
- 1994 You snooze, you lose!
- 1997 Pachanga
- 1998 Rhythm madness
- 1998 The puffy taco
- 1999 Bill on the grill
- 2000 Latin hunny
- 2000 Mambo hot
- 2000 Miami spice
- 2001 A Night in Havana
- 2002 Roger the Dodger
- 2002 You lika' da juice?
- 2003 Hola, señor loco!
- 2003 Night walk
- 2003 Rock the house
- 2004 Ancora
- 2004 Sweet dreams
- 2005 Carambola
- 2005 Fiesta Bahia
- 2006 Songorama
- 2007 Grooved Pavement
- 2007 I've Been Working on the Railroad
- 2007 Naranja
- 2008 Caribbean Dance
- 2008 Rice and Beans
- 2008 Rock On Merry Gents
- 2009 La Quema del Diablo (The Burning of the Devil)
- Caribbean Fever
- Chameleon
- Chewin' The Fat
- Chick On The Grill
- Chirimbolo
- Coco Walk
- Deco Drive
- Fiesta Latina
- Holiday Jam
- In The Midnight Hour
- Island Craze
- Lead the Flock
- Macumba
- Miss Mango
- Mixed Bag
- Night Walk
- Phat Kat
- Rock the House
- Rock The World
- Rockin' Lobster
- Senor Banana
- The Blues Is Loose
- The Puffy Taco

### Kamermuziek
- 2001 Flex-ability pops, voor klarinetkwartet